# Вальрад (князь Нассау-Узингена)
Вальрад Нассау-Узингенский (нем. Walrad von Nassau-Usingen; 24 января 1635, Мец — 17 октября 1702, Рурмонд) — нидерландский фельдмаршал, представитель Нассауского дома, первый князь Нассау-Узингена.

## Биография
Вальрад — двенадцатый ребёнок в семье графа Вильгельма Людвига Нассау-Саарбрюккенского (1590—1640) и Анны Амалии Баден-Дурлахской (1595—1651), дочери маркграфа Георга Фридриха Баден-Дурлахского.

## Военная карьера
Рано потерял отца, а события Тридцатилетней войны заставили его семью покинуть свои владения. По окончании войны вернулся на родину, в 1664 году в составе войск Верхне-Рейнского округа участвовал в антитурецкой кампании в чине полковника, однако опоздал к битве при Сентготхарде. Тем не менее получил чин генерал-майора и в 1665 году поступил на службу герцогу Брауншвейг-Люнебург.
В 1668 году перешел на службу Нидерландов, в 1672 году сделан генерал-лейтенантом кавалерии, с 1673 – генерал от кавалерии, с 1674 – губернатор Берген-оп-Зоома. В 1683 году присоединился к императорской армии при защите Вены, в 1684 году вернулся в Нидерланды и возглавил герцогский дом.
В 1688 году сопровождал Виллема III Оранского в Англию, где тот принял корону Англии.
В новой войне против Франции (1688-97) вернулся в Нидерланды, 15 июля 1689 года наименован фельдмаршалом, отличился в битве при Валькурте (1689), где сражался под командованием главнокомандующего принца Вальдека. В следующем году отличился в битве при Флёрюсе, несмотря на поражение получил почетное звание императорского фельдмаршала. Позже сражался при Стенкерке (1692), в 1696 получил главное командование над нидерландской армией и должность губернатора Нимвегена.
С началом новой войны против Франции вновь наименован главнокомандующим, получил о императора также командование над союзными войсками. Ему было поручено осуществлять имперский надзор за курфюрстом Кельна Иосифом Клеменсом, принявшим сторону Франции против Священной Римской империи. В кампании 1702 года осадил и занял Кайзерсверт, затем занял Венло и Рурмонд, но вскоре умер.

## Правление
Вальрад правил в Нассау-Узингене с 1688 года. После его смерти в 1702 году ему наследовал сын Вильгельм Генрих. Резиденция князя Вальрада находилась в Узингене, где в 1660—1663 годах Вальрад перестроил старый замок в новый дворец. После крупного пожара в Узингене в 1692 году князь Вальрад занимался систематической восстановлением верхней части города. После Тридцатилетней войны Вальрад объявил свободу вероисповедания и принимал в Узингене гугенотов.

## Семья
Вальрад Нассау-Узингенский был женат на графине Екатерине Франциске де Круа. В браке с ней родилось трое детей:
- Вильгельмина Генриетта (1679)
- Вильгельм Генрих (1684—1718), князь Нассау-Узингена, женат на Шарлотте Амалии Нассау-Дилленбургской
- Мария Альбертина (1686—1768), замужем за имперским графом Иоганном Георгом Ортенбергским.

После смерти первой жены князь Вальрад женился второй раз. В браке с графиней Магдаленой Елизаветой Лёвенштейн-Вертгейм-Рошфорской детей не было.